# Mikhaïl Chouïdine
Mikhaïl Ivanovitch Chouïdine (en russe : Михаил Иванович Шуйди́н), né le 27 septembre 1922 dans l'Oblast de Toula et mort le 24 août 1983 à Moscou, est un clown soviétique. Artiste talentueux, il reste cependant dans l'ombre de son partenaire, Iouri Nikouline, propulsé au rang des célébrités par ses rôles dans les films de Leonid Gaïdaï.

## Biographie
Mikhaïl naît dans le village Kazatchia dans la municipalité de Chtchiokino. Son père qui est berger meurt très tôt. Le garçon est élevé par sa mère Elisaveta Grigorievna, une ouvrière. Ils s'installent à Podolsk. Mikhaïl fréquente le centre culturel pour enfants où il s'initie à l'acrobatie et à l'expression scénique, il joue aussi dans l'ensemble musical amateur de la maison des pionniers. Il est scolarisé à l'école no 10, puis, entre en apprentissage. Toutefois, ses aspirations artistiques reprennent le dessus et en 1940, il s'inscrit à l'École nationale du cirque et de l'art de la scène. Ses projets sont interrompus par la Grande Guerre patriotique.
Chouïdine est affecté à l'usine no 187 de Podolsk. Il est mobilisé en 1942 et, après avoir suivi une formation à l'école militaire des forces blindées de Gorki, sert dans l'unité de chars. Parmi ses faits d'armes on retrouve l'Opération Koltso, les batailles autour de Rostov-sur-le-Don, l'Opération Polkovodets Roumiantsev et l'opération Bagration. Il est brulé au visage et aux mains quand son véhicule prend feu dans l'un des combats. On le nomme en tête d'un peloton de chars M4 Sherman en 1943. Ses actes de bravoure sont récompensés par plusieurs décorations et la promotion au grade de premier-lieutenant,. En 1944, il rejoint les rangs du parti communiste de l'Union soviétique. Il est question de le distinguer Héros de l'Union soviétique, mais au finale il est seulement décoré de l'Ordre du Drapeau rouge.
De retour à la vie civile, Chouïdine étudie à l'École nationale du cirque et de l'art de la scène en 1945-1948. Puis, suit une formation dans le studio au sein de Cirque de Moscou du boulevard Tsvetnoï. Il y fait connaissance de Iouri Nikouline qui lui aussi est un vétéran de guerre. Ensemble, ils assistent le célèbre clown Karandach. À partir de 1950, ils se produisent en duo. Ils développent de nombreux numéros mettant en scène le personnage de Chouïdine, espiègle et effronté, et celui de Nikouline, naïf et flegmatique. Ils donnent les représentations à l'étranger : en France (1969), en Belgique, au Royaume-Uni, en RDA, en Australie(1965), Nouvelle-Zélande (1974), en Finlande (1977), au Brésil, , en Suède, en Pologne, au Japon, en Uruguay, aux États-Unis et au Canada (1967-1969).
Les deux partenaires évoluent sur le pied d'égalité jusqu'à ce que Nikouline entame une carrière au cinéma et se fait connaitre au niveau national sous les traits de petit truand Balbes (qui signifie littéralement « bêta » en français), le héros des comédies de Leonid Gaïdaï. Désormais, le public vient au cirque pour lui et Chouïdine se sent dévalorisé. Néanmoins leur collaboration continue. Nikouline, faisait preuve de loyauté, alors que lui-même reçoit le titre d'Artiste du peuple de l'URSS en 1973, demande un titre honorifique pour son collègue. Chouïdine sera distingué artiste du Peuple de la RSS de Russie en 1980.
L'artiste décède d'un cancer du poumon le 24 août 1983. Il est enterré au cimetière de Kountsevo à Moscou.

## Distinctions
- Ordre de l'Étoile rouge
- Ordre du Drapeau rouge
- Médaille pour la Défense de Stalingrad
- Médaille pour la Défense de Moscou